# Alfred Darimon
Alfred Louis Darimon, dit Alfred Darimon, né le 17 décembre 1819 à Lille et mort le 1er octobre 1902 à Neuilly-sur-Seine est un journaliste et homme politique français.
Alfred Darimon est né à Lille en décembre 1817 et non 1819 comme l'affirment toutes les biographies.

## Biographie
Alfred Darimon était le fils de François-Joseph Darimon, perruquier et de Sophie-Isabelle-Joseph Hornez.
Dès 1840, il fait paraître des articles archéologiques sur la Flandre dans La Revue du Nord. Disciple de Proudhon, il devient son secrétaire et se lance dans le journalisme. Républicain convaincu, il collabore au Peuple en 1848. En 1850, il devient rédacteur en chef de La Voix du Peuple puis entre à La Presse au début du Second Empire. Il y traite les questions économiques et financières.

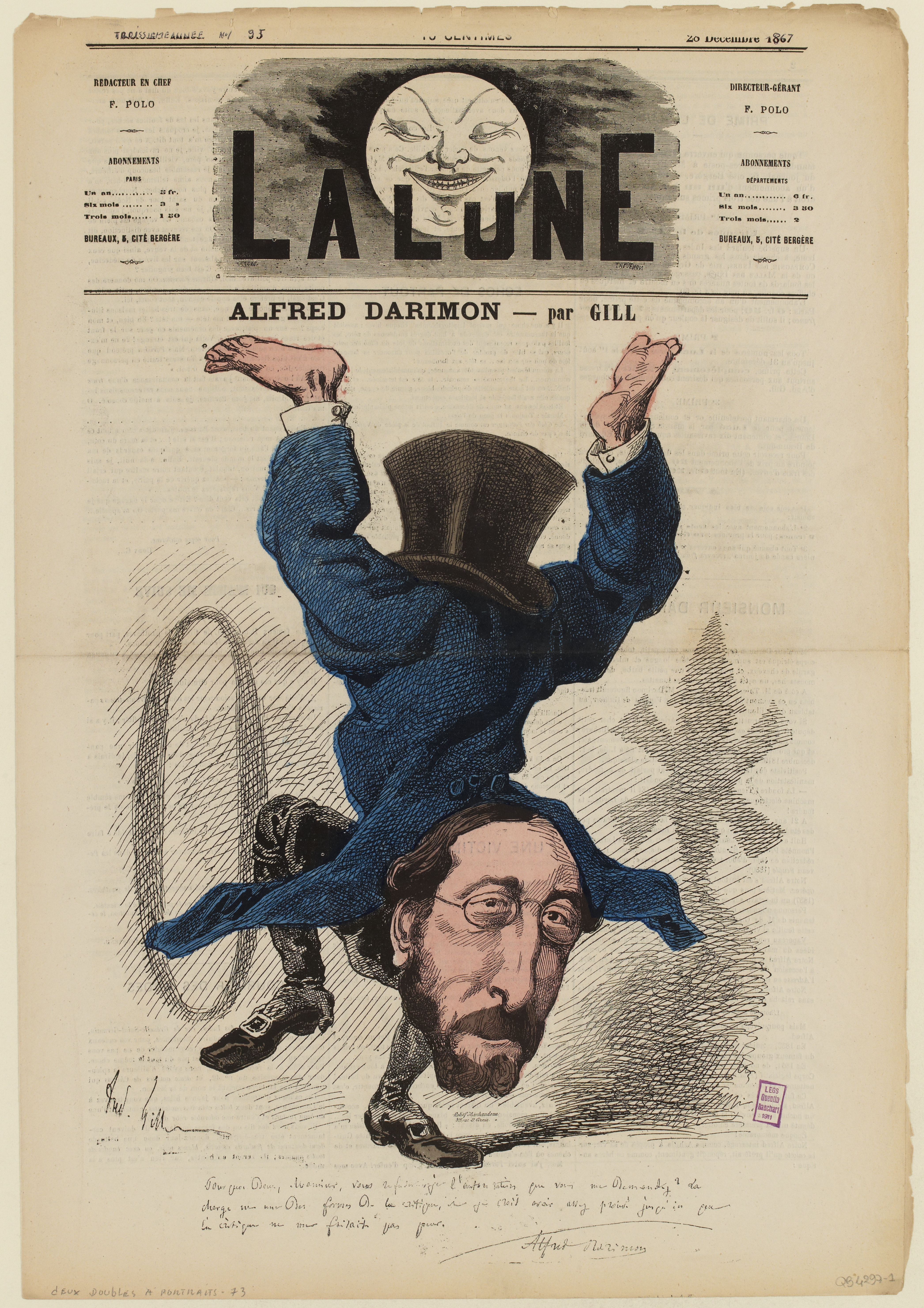
Alfred Darimon caricaturé en 1840 par André Gill dans le journal satirique La Lune.

Aux élections de 1857, il est élu au deuxième tour, député de la 7e circonscription de la Seine. Membre du groupe des Cinq (cinq députés républicains qui acceptent de prêter serment), il en est le spécialiste des questions économiques et financières. Il se révèle très actif, parle à de multiples occasions et n'a cesse de réclamer l'abolition de la loi de sûreté générale, comme le 12 juillet 1860. Il est favorable au libre-échange et au traité bilatéral franco-anglais.
Réélu en 1863, il suit l'évolution d'Ollivier en se rapprochant du gouvernement. Il prend ainsi acte de l'évolution libérale du régime. Le 3 mars 1864, il se rend au concert des Tuileries à l'invitation de l'Empereur. Il se montre en culotte aux lundis de l'Impératrice Eugénie et la gauche ne l'invite plus à ses réunions. Au corps législatif, il réclame des chambres syndicales et des coopératives pour les ouvriers. Considéré comme un spécialiste du sujet, il entre dans la Société pour la propagation de l'enseignement professionnel en juillet 1864. Devenu secrétaire du Corps législatif en 1865, il est rapporteur de la loi sur les chèques à laquelle il se montre très favorable et qui est adoptée. Il vote l'adresse et reçoit la Légion d'honneur le 30 août 1865.
Abandonné par l'opposition, Darimon ne se représente pas en 1869 et est nommé après les élections consul à Rotterdam, mais n'occupe pas ce poste. Il brigue sans succès un poste de conseiller d'État. Il s'estime oublié et s'en plaint directement à Napoléon III. Le 14 décembre 1869, il finit par être désigné commissaire spécial du Conseil supérieur du commerce, de l'agriculture et de l'industrie pour la question monétaire. Il collabore à La Revue contemporaine. Après le 4 septembre 1870, il donne plusieurs articles au Figaro et devient lecteur chez l'éditeur Dentu où il publie de multiples ouvrages sur la vie politique du Second Empire et son activité pendant cette période.
Il passera la fin de sa vie dans la maison de retraite Galignani et meurt dans le plus profond dénuement, le 1er octobre 1902 à 85 ans.
Il publiera plusieurs ouvrages dont À travers une révolution qui conte ses relations avec Proudhon lors de la Révolution de 1848.

## Sources
- « Alfred Darimon », dans Adolphe Robert et Gaston Cougny, Dictionnaire des parlementaires français, Edgar Bourloton, 1889-1891 [détail de l’édition]
- Tulard, Jean (dir.), Dictionnaire du Second Empire, Paris, Fayard, 1995.